# Harri Kivistö

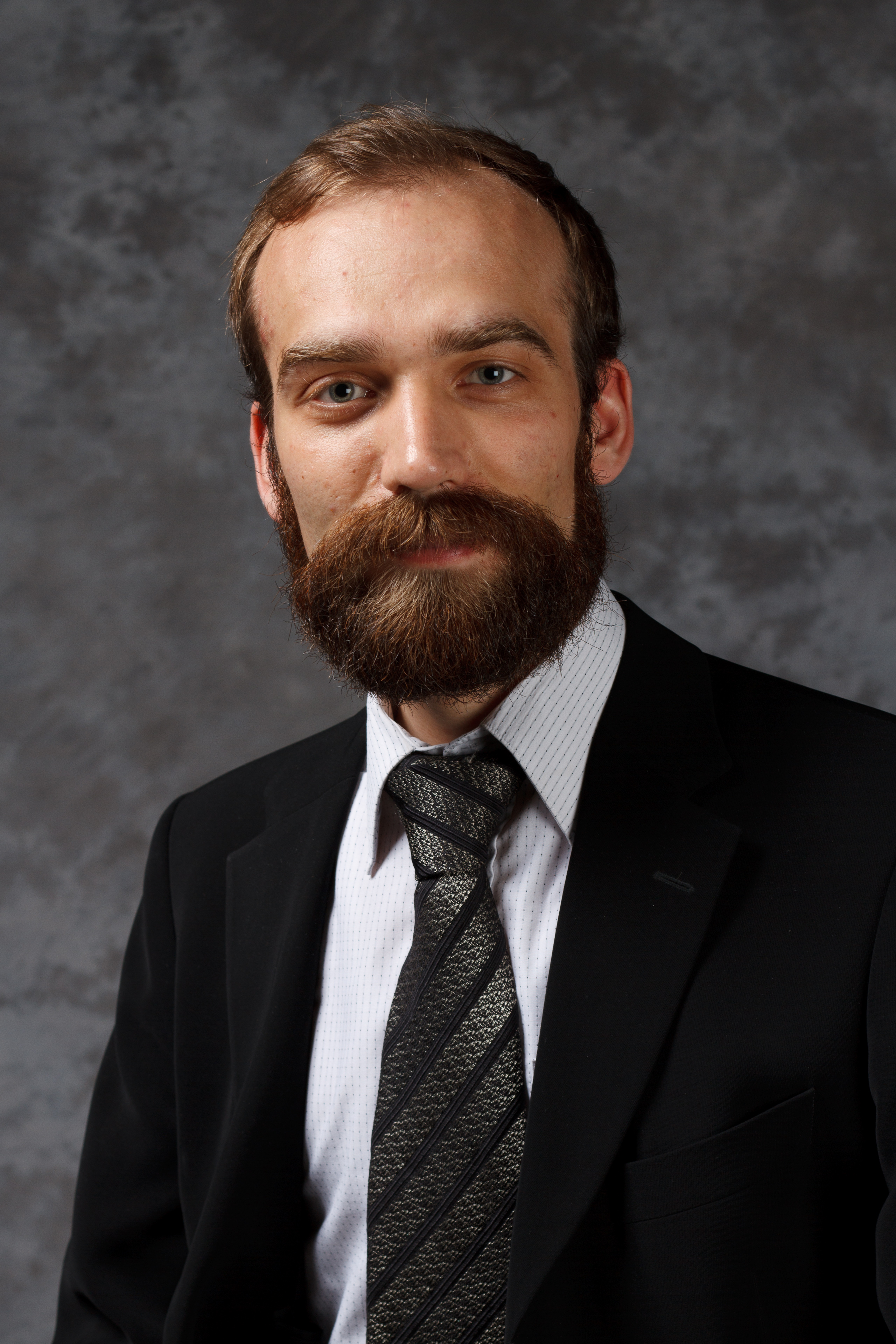
Harri Kivistö

Harri Kivistö (* 14. Januar 1981 in Tampere) ist ein finnischer Politiker der Piraattipuolue, der finnischen Piratenpartei.

## Politische Laufbahn
Kivistö ist Gründungsmitglied der Piraattipuolue. Im März 2012 löste er Pasi Palmulehto in der Funktion als Parteivorsitzender ab. Bei der Europawahl 2014 trat er für die Partei an. Die Partei erreichte 0,7 % der Wählerstimmen.